# Mérel
Mérel, nom de plume de Michel Schickler, né le 1er mai 1952 à Mulhouse, est un illustrateur français pour l'édition jeunesse.

## Biographie
Mérel fait ses études aux Beaux-Arts de Mulhouse puis à l'École supérieure des arts décoratifs de Strasbourg.
Depuis 1979, il travaille comme illustrateur indépendant et collabore régulièrement avec la presse nationale et étrangère.
Il a illustré à ce jour plus de 150 livres destinés à la jeunesse.
Dans ce domaine, ses personnages les plus célèbres sont Arsène Lapin, Petit Féroce et Gafi le fantôme.

## Publications
- 2005 - Un sacré charivari, Nathan
- 2004 - Qui a fait le coup, Nathan
- 2004 - La photo de classe, Nathan
- 2001 - Ma grand-mère est formidable, Pocket Jeunesse
- 2000 - Ma Mémé sorcière, Bayard
- 2000 - 800 charades et devinettes, Hachette
- 2000 - Mystères à Morteau, Grasset Jeunesse
- 1999 - Timidino, le roi du pinceau, Bayard jeunesse, J'aime lire
- 1999 - J'élève mes poissons, Hachette
- 1999 - J'élève mes oiseaux, Hachette
- 1998 - J'élève mon chien, Hachette
- 1998 - J'élève mon cochon d'Inde, Hachette
- 1998 - J'élève mon poney, Hachette
- 1998 - J'élève mon chat, Hachette
- 1998 - Tous à la fête foraine, Nathan
- 1998 - L'étrange machine de Gafi, Nathan
- 1997 - Gafi va dans la lune, Nathan
- 1997 - Gafi et les extra-terrestres, Nathan
- 1997 - Gafi et le seigneur du château, Nathan
- 1997 - La Grippe de Gaffi, Nathan
- 1997 - Grand-père est un fameux berger, Pocket Jeunesse
- 1997 - Léo contre Léa, Bayard jeunesse, J'aime lire
- 1997 - Mes premiers albums avec Gafi le fantôme, Nathan
- 1997 - Gafi au pôle nord, Nathan
- 1997 - Gafi en Australie, Nathan
- 1997 - Gafi est amoureux, Nathan
- 1997 - Gafi ne va pas bien, Nathan
- 1997 - Le lit fantôme, Nathan
- 1997 - c'est dur de laver Pacha, Nathan
- 1997 - Qui joue avec moi ?, Nathan
- 1997 - Un bon repas, Nathan
- 1997 - Arthur joue les gros durs, Nathan
- 1997 - Gafi et le terrible taureau, Nathan

Les personnages de Gafi et ses amis ont été repris dans un livre pour apprendre à lire souvent utilisé: Super Gafi, méthode de lecture.

## Expositions

### Illustration
- 2000 - Foire du Livre de jeunesse de Bologne
- 1999 - Salon du livre et de la presse jeunesse de Montreuil
- 1997 - Galerie Pierre Longue, Strasbourg
- 1997 - Salon du livre et de la presse jeunesse de Montreuil
- 1994 - Centre culturel Français, Mexico
- 1993 - Centre culturel Français, Séoul
- 1993 - Cour des Boecklin, Bischheim
- 1992 - Biennale internationale de Lannion
- 1990 - Biennale internationale de Lannion
- 1990 - Salon du livre et de la presse jeunesse de Montreuil
- 1989 - Salon du livre et de la presse jeunesse de Montreuil

### Peinture
- 2000 - Espace d'Art contemporain, Colmar
- 2000 - Semaine de la création, Schiltigheim
- 1999 - Hôtel de Ville, Schiltigheim
- 1997 - Cour des Boecklin, Bischheim
- 1994 - Pavillon Joséphine, Orangerie, Strasbourg
- 1993 - Semaine de la création, Schiltigheim
- 1992 - Semaine de la création, Schiltigheim
- 1991 - Semaine de la création, Schiltigheim
- 1990 - Salon des indépendants, Paris
- 1990 - Mobilier International, Strasbourg
- 1989 - Galerie du Petit Pont, Strasbourg
- 1988 - Performance 12/12, parc de la Citadelle, Strasbourg

## Prix et distinctions
- Notices d'autorité :   - VIAF
  - ISNI
  - BnF (données)
  - IdRef
  - LCCN
  - Espagne
  - Belgique
  - Pologne
  - Israël
  - NUKAT
  - Corée du Sud
  - WorldCat
- Prix des incorruptibles (1991)
- Prix des Bonnemines d’or (1992 et 1996).